# U.S. Route 75
U.S Route 75 är en amerikansk landsväg i nord-sydlig riktning. Den börjar i norr i Kittson County, Minnesota, nära gränsen till Kanada, och i söder i Dallas, Texas. Dess totala längd är 1 994 km.